# Крупеня Іванна Іванівна
Іванна Іванівна Крупеня (3 квітня 1990) — українська дзюдоїстка, боксерка і боєць змішаних бойових мистецтв, призерка чемпіонатів Європи та багаторазова чемпіонка України з боксу, чемпіонка та призерка чемпіонатів України з дзюдо.
Тренери з дзюдо – В. Балевський, М. Романкевич, з боксу – О. Мартиненко, В. Мартиненко, В. Кіндрат.
Закінчила Рівненський державний гуманітарний університет.

## Спортивна кар'єра
У шкільні роки займалася дзюдо. Входила до складу збірної команди України серед кадетів з дзюдо (2005—2009).
З 18 років займалася боксом. 2008 року завоювала бронзову медаль на молодіжному чемпіонаті Європи.
На чемпіонаті Європи 2009, здобувши дві перемоги і програвши у фіналі Кароліні Міхальчук (Польща), завоювала срібну медаль.
На чемпіонаті Європи 2011 перемогла двох суперниць, а у півфіналі програла Сандрі Драбік (Польща).
На чемпіонаті світу 2012 програла у першому бою.
На чемпіонаті світу 2018 програла в другому бою Лін Ютін (Китай).
Провела 3 поєдинки ММА.